# 2004年日本賽馬
2004年日本賽馬（日語：2004年の日本競馬），是2004年（平成16年）日本賽馬界發生的重大事件及各項賽事的記錄。

## 重要事件概述

### 中央競馬

#### 大宇宙大為活躍
隸屬北海道競馬旭川競馬場的「大宇宙」，於本年度的中央賽事大為活躍。
「大宇宙」為北海道競馬2003年開始實施的認定馬房制度的第一匹適用馬，其成功憑借於地方中的中央認定賽事之優秀表現，獲得中央賽事的出賽拳，並勝出分級賽每日盃兩歲錦標。
本年度「大宇宙」於繼續於中央賽事中進擊，並以2分0.5秒的時間勝出彌生賞取得皋月賞的優先出賽權。其後「大宇宙」出戰皋月賞及東京優駿（日本打吡），並分別取得亞軍及第八的戰績。
進入秋季後，其返回北海道出戰北海優駿並輕鬆取勝。完成以上賽事再度向中央進發，於聖烈特紀念中以破日本草地2200米賽道記錄的2分10.1秒時間勝出。其後其繼續挑戰各種賽事，出戰菊花賞、日本盃及有馬紀念分別以殿軍、亞軍及第十一完賽。
因於本年度的積極表現，「大宇宙」成功於年末獲得JRA賞特別賞，同時亦於NAR大獎中取得馬王及最佳草地馬的頭銜。

#### 杉本清正式退休
長年服務於關西電視台的著名賽事旁述員杉本清於1997年2月達到退休年齡後便宣佈退居幕後，僅於每年的寶塚紀念復出進行旁述。
而其本人則宣佈於本年度寶塚紀念過後正式退休，從今往後不再進行任何旁述工作。

#### 分級賽主要變更
新設立的福島牝馬錦標取代廢止的兜山紀念成為福島競馬場其中一場春季分級賽。
愛知盃出賽條件由「3歲及以上」變更為「3歲及以上雌馬」。
日本盃泥地大賽及日本盃將於同日舉行。

## 時間表

### 1月-3月
- 1月11日 - 「Lord Marshal」勝出福壽草特別，「週日寧靜」子嗣頭馬數目達到1750場，打破日本記錄。
- 1月25日 - 騎師岡部杏雄時隔399日再度復出策騎，並成功以「隨心起舞」勝出若竹賞。
- 2月8日 - 騎師藤田伸二策騎「Meisho Battler」勝出小倉大賞典，成為第三位於中央10個競馬場均贏得分級賽的騎師。
- 3月22日 - 騎師武豐前往高知競馬場策騎「春麗」出賽取得第十，「春麗」達成第106場連敗。同日，高知競馬場投注額創下新高。

### 4月-6月
- 4月26日 - 「Takashiba O」及「好歌劇」入選殿堂馬。
- 6月27日 - 前關西電視台旁述員杉本清完成本日寶塚紀念的工作後正式退休。

### 7月-9月
- 7月12日 - 後被命名為「Sunday Fusaichi」的「氣槽2004」於2004精選拍賣會上被馬主關口房朗以4億9000萬日圓購入，刷新日本記錄。
- 9月11日 -  投注方式「三重彩」正式被推行至全國。
- 9月28日 - 高崎競馬停辦。

### 10月-12月
- 10月3日 - 凱旋門大賽於法國隆尚馬場舉行，參戰的「跳舞城」取得第十七。
- 10月19日 - 宇都宮競馬停辦。
- 10月24日 - 隸屬園田競馬場的騎師岩田康誠策騎「密州怨曲」勝出菊花賞，成為首位勝出中央經典賽的地方騎師。
- 11月28日 - 日本盃泥地大賽及日本盃同日舉行，為日本中央競馬會首次將兩場一級賽安排於同日。
- 12月11日 - 對日本賽駒血統有重大影響的「北方風味」死亡。
- 12月26日 - 「荒漠英雄」勝出有馬紀念，成為繼2000年「好歌劇」後第二匹達成秋季古馬三冠的賽駒。

## 各賽事結果

### 中央競馬・平地一級賽
| 賽事名                         | 賽事名                         | 賽事名                         | 優勝馬         | 性齡 | 騎師                          | 練馬師                        | 所屬    |
| 月日                           | 馬場                           | 距離                           | 優勝馬         | 性齡 | 馬主                          | 馬主                          | 時間    |
| ------------------------------ | ------------------------------ | ------------------------------ | -------------- | ---- | ----------------------------- | ----------------------------- | ------- |
| 第21回二月錦標                 | 第21回二月錦標                 | 第21回二月錦標                 | 尊師重道       | 雄5  | 安藤勝己                      | 松田博資                      | JRA栗東 |
| 2月22日                        | 東京競馬場                     | 泥1200米                       | 尊師重道       | 雄5  | 近藤利一                      | 近藤利一                      | 1:36.8  |
| 第34回高松宮紀念               | 第34回高松宮紀念               | 第34回高松宮紀念               | 陽光谷         | 雄5  | 福永祐一                      | 瀬戶口勉                      | JRA栗東 |
| 3月28日                        | 中京競馬場                     | 草1200米                       | 陽光谷         | 雄5  | 後藤繁樹                      | 後藤繁樹                      | 1:07.9  |
| 第64回櫻花賞                   | 第64回櫻花賞                   | 第64回櫻花賞                   | 隨心起舞       | 雌3  | 武豐                          | 藤澤和雄                      | JRA美浦 |
| 4月11日                        | 阪神競馬場                     | 草1600米                       | 隨心起舞       | 雌3  | Shadai Race Horse Co Ltd      | Shadai Race Horse Co Ltd      | 1:33.6  |
| 第64回皋月賞                   | 第64回皋月賞                   | 第64回皋月賞                   | 大和主將       | 雄3  | 杜滿萊                        | 上原博之                      | JRA美浦 |
| 4月18日                        | 中山競馬場                     | 草2000米                       | 大和主將       | 雄3  | 大和商事                      | 大和商事                      | 1:58.6  |
| 第129回春季天皇賞              | 第129回春季天皇賞              | 第129回春季天皇賞              | Ingrandire     | 雄5  | 橫山典弘                      | 清水美波                      | JRA美浦 |
| 5月2日                         | 京都競馬場                     | 草3200米                       | Ingrandire     | 雄5  | 吉田千津                      | 吉田千津                      | 3:18.4  |
| 第9回NHK一哩賽                 | 第9回NHK一哩賽                 | 第9回NHK一哩賽                 | 夏威夷王       | 雄3  | 安藤勝己                      | 松田國英                      | JRA栗東 |
| 5月9日                         | 東京競馬場                     | 草1600米                       | 夏威夷王       | 雄3  | 金子真人                      | 金子真人                      | 1:32.5  |
| 第65回優駿牝馬（日本橡樹大賽） | 第65回優駿牝馬（日本橡樹大賽） | 第65回優駿牝馬（日本橡樹大賽） | Daiwa el Cielo | 雌3  | 福永祐一                      | 松田國英                      | JRA栗東 |
| 5月23日                        | 東京競馬場                     | 草2400米                       | Daiwa el Cielo | 雌3  | 大和商事                      | 大和商事                      | 2:27.2  |
| 第71回東京優駿（日本打吡）     | 第71回東京優駿（日本打吡）     | 第71回東京優駿（日本打吡）     | 夏威夷王       | 雄3  | 安藤勝己                      | 松田國英                      | JRA栗東 |
| 5月30日                        | 東京競馬場                     | 草2400米                       | 夏威夷王       | 雄3  | 金子真人                      | 金子真人                      | 2:23.3  |
| 第54回安田紀念                 | 第54回安田紀念                 | 第54回安田紀念                 | 鶴丸小子       | 雄6  | 安藤勝己                      | 橋口弘次郎                    | JRA栗東 |
| 6月6日                         | 東京競馬場                     | 草1600米                       | 鶴丸小子       | 雄6  | 鶴田任男                      | 鶴田任男                      | 1:32.6  |
| 第45回寶塚紀念                 | 第45回寶塚紀念                 | 第45回寶塚紀念                 | 跳舞城         | 雄7  | 佐藤哲三                      | 佐佐木晶三                    | JRA栗東 |
| 6月27日                        | 阪神競馬場                     | 草2200米                       | 跳舞城         | 雄7  | 友駿競馬俱樂部                | 友駿競馬俱樂部                | 2:11.1  |
| 第38回短途馬錦標               | 第38回短途馬錦標               | 第38回短途馬錦標               | 金鎮之光       | 雄6  | 大西直宏                      | 大根田裕之                    | JRA栗東 |
| 10月3日                        | 中山競馬場                     | 草1200米                       | 金鎮之光       | 雄6  | 清水貞光                      | 清水貞光                      | 1:09.9  |
| 第9回秋華賞                    | 第9回秋華賞                    | 第9回秋華賞                    | 東商變革       | 雌3  | 池添謙一                      | 鶴留明雄                      | JRA栗東 |
| 10月17日                       | 京都競馬場                     | 草2000米                       | 東商變革       | 雌3  | 東商產業                      | 東商產業                      | 1:58.4  |
| 第65回菊花賞                   | 第65回菊花賞                   | 第65回菊花賞                   | 密州怨曲       | 雄3  | 岩田康誠                      | 角居勝彥                      | JRA栗東 |
| 10月24日                       | 京都競馬場                     | 草3000米                       | 密州怨曲       | 雄3  | Sunday Racing Co Ltd          | Sunday Racing Co Ltd          | 3:04.8  |
| 第130回秋季天皇賞              | 第130回秋季天皇賞              | 第130回秋季天皇賞              | 荒漠英雄       | 雄4  | 柏兆雷                        | 藤澤和雄                      | JRA美浦 |
| 10月31日                       | 東京競馬場                     | 草2000米                       | 荒漠英雄       | 雄4  | 大迫忍                        | 大迫忍                        | 1:58.9  |
| 第29回女皇伊利沙伯二世盃       | 第29回女皇伊利沙伯二世盃       | 第29回女皇伊利沙伯二世盃       | Admire Groove  | 雌4  | 武豐                          | 橋田滿                        | JRA栗東 |
| 11月14日                       | 京都競馬場                     | 草2200米                       | Admire Groove  | 雌4  | 近藤利一                      | 近藤利一                      | 2:13.6  |
| 第21回一哩冠軍賽               | 第21回一哩冠軍賽               | 第21回一哩冠軍賽               | 多旺達         | 雄5  | 池添謙一                      | 坂口正大                      | JRA栗東 |
| 11月21日                       | 京都競馬場                     | 草1600米                       | 多旺達         | 雄5  | 吉田照哉                      | 吉田照哉                      | 1:33.0  |
| 第5回日本盃泥地大賽            | 第5回日本盃泥地大賽            | 第5回日本盃泥地大賽            | 時間悖論       | 雄6  | 武豐                          | 松田博資                      | JRA栗東 |
| 11月28日                       | 東京競馬場                     | 泥2100米                       | 時間悖論       | 雄6  | Shadai Race Horse Co Ltd      | Shadai Race Horse Co Ltd      | 2:08.7  |
| 第24回日本盃                   | 第24回日本盃                   | 第24回日本盃                   | 荒漠英雄       | 雄4  | 柏兆雷                        | 藤澤和雄                      | JRA美浦 |
| 11月28日                       | 東京競馬場                     | 草2400米                       | 荒漠英雄       | 雄4  | 大迫忍                        | 大迫忍                        | 2:24.2  |
| 第56回阪神兩歲牝馬錦標         | 第56回阪神兩歲牝馬錦標         | 第56回阪神兩歲牝馬錦標         | Shonan Peintre | 雌2  | 吉田豐                        | 大久保洋吉                    | JRA美浦 |
| 12月5日                        | 阪神競馬場                     | 草1600米                       | Shonan Peintre | 雌2  | 國本哲秀                      | 國本哲秀                      | 1:35.2  |
| 第56回朝日盃未來錦標           | 第56回朝日盃未來錦標           | 第56回朝日盃未來錦標           | Meiner Recolte | 雄2  | 後藤浩輝                      | 堀井雅廣                      | JRA美浦 |
| 12月12日                       | 中山競馬場                     | 草1600米                       | Meiner Recolte | 雄2  | Thoroughbred Club Ruffian Ltd | Thoroughbred Club Ruffian Ltd | 1:33.4  |
| 第49回有馬紀念                 | 第49回有馬紀念                 | 第49回有馬紀念                 | 荒漠英雄       | 雄4  | 柏兆雷                        | 藤澤和雄                      | JRA美浦 |
| 12月26日                       | 東京競馬場                     | 草2500米                       | 荒漠英雄       | 雄4  | 大迫忍                        | 大迫忍                        | 2:29.5  |

### 中央競馬・跳欄一級賽
| 賽事名            | 賽事名            | 賽事名            | 優勝馬       | 性齡 | 騎師                 | 練馬師               | 所屬    |
| 月日              | 馬場              | 距離              | 優勝馬       | 性齡 | 馬主                 | 馬主                 | 時間    |
| ----------------- | ----------------- | ----------------- | ------------ | ---- | -------------------- | -------------------- | ------- |
| 第126回中山大障礙 | 第126回中山大障礙 | 第126回中山大障礙 | Blandices    | 閹7  | 大江原隆             | 藤原辰雄             | JRA美浦 |
| 1月10日           | 中山競馬場        | 障4100米          | Blandices    | 閹7  | Sunday Racing Co Ltd | Sunday Racing Co Ltd | 4:40.9  |
| 第6回中山跳欄大賽 | 第6回中山跳欄大賽 | 第6回中山跳欄大賽 | Blandices    | 閹7  | 大江原隆             | 藤原辰雄             | JRA美浦 |
| 4月17日           | 中山競馬場        | 障4250米          | Blandices    | 閹7  | Sunday Racing Co Ltd | Sunday Racing Co Ltd | 4:47.0  |
| 第127回中山大障礙 | 第127回中山大障礙 | 第127回中山大障礙 | Merci Taka O | 閹5  | 出津孝一             | 武宏平               | JRA栗東 |
| 12月25日          | 中山競馬場        | 障4100米          | Merci Taka O | 閹5  | 永井康郎             | 永井康郎             | 4:37.6  |

### 地方競馬・一級賽
| 賽事名                  | 賽事名                  | 賽事名                  | 優勝馬        | 性齡 | 騎師                          | 練馬師                        | 所屬       |
| 月日                    | 馬場                    | 距離                    | 優勝馬        | 性齡 | 馬主                          | 馬主                          | 時間       |
| ----------------------- | ----------------------- | ----------------------- | ------------- | ---- | ----------------------------- | ----------------------------- | ---------- |
| 第53回川崎紀念          | 第53回川崎紀念          | 第53回川崎紀念          | Esprit Thes   | 雄5  | 森下博                        | 武井榮一                      | 南關東川崎 |
| 2月4日                  | 川崎競馬場              | 泥2100米                | Esprit Thes   | 雄5  | 依田泰雄                      | 依田泰雄                      | 2:12.8     |
| 第27回帝王賞            | 第27回帝王賞            | 第27回帝王賞            | 尊師重道      | 雄5  | 安藤勝己                      | 松田博資                      | JRA栗東    |
| 6月30日                 | 大井競馬場              | 泥2000米                | 尊師重道      | 雄5  | 近藤利一                      | 近藤利一                      | 2:04.0     |
| 第6回日本泥地打吡       | 第6回日本泥地打吡       | 第6回日本泥地打吡       | Cafe Olympus  | 雄3  | 柴田善臣                      | 松山康久                      | JRA美浦    |
| 7月8日                  | 大井競馬場              | 泥2000米                | Cafe Olympus  | 雄3  | 西川清                        | 西川清                        | 2:04.5     |
| 第19回打吡大獎賽        | 第19回打吡大獎賽        | 第19回打吡大獎賽        | Personal Rush | 雄3  | 安藤勝己                      | 山内研二                      | JRA栗東    |
| 9月20日                 | 盛岡競馬場              | 泥2000米                | Personal Rush | 雄3  | 深見富朗                      | 深見富朗                      | 2:02.8     |
| 第17回一哩冠軍南部盃    | 第17回一哩冠軍南部盃    | 第17回一哩冠軍南部盃    | 烏托邦        | 雄4  | 横山典弘                      | 橋口弘次郎                    | JRA栗東    |
| 10月11日                | 盛岡競馬場              | 泥1600米                | 烏托邦        | 雄4  | 金子真人                      | 金子真人                      | 1:35.9     |
| 第4回日本育馬場盃短途賽 | 第4回日本育馬場盃短途賽 | 第4回日本育馬場盃短途賽 | 礦之選        | 雄5  | 武豐                          | 中村均                        | JRA栗東    |
| 11月3日                 | 大井競馬場              | 泥1200米                | 礦之選        | 雄5  | Thoroughbred Club Ruffian Ltd | Thoroughbred Club Ruffian Ltd | 1:10.6     |
| 第4回日本育馬場盃經典賽 | 第4回日本育馬場盃經典賽 | 第4回日本育馬場盃經典賽 | 尊師重道      | 雄5  | 安藤勝己                      | 松田博資                      | JRA栗東    |
| 11月3日                 | 大井競馬場              | 泥2000米                | 尊師重道      | 雄5  | 近藤利一                      | 近藤利一                      | 2:02.4     |
| 第55回全日本兩歲優駿    | 第55回全日本兩歲優駿    | 第55回全日本兩歲優駿    | Pride Kim     | 雄2  | 池添謙一                      | 池添兼雄                      | JRA栗東    |
| 12月22日                | 川崎競馬場              | 泥1600米                | Pride Kim     | 雄2  | 深見富朗                      | 深見富朗                      | 1:40.6     |
| 第50回東京大賞典        | 第50回東京大賞典        | 第50回東京大賞典        | 三雄判令      | 雄3  | 内田博幸                      | 川島正行                      | 南關東船橋 |
| 12月29日                | 大井競馬場              | 泥2000米                | 三雄判令      | 雄3  | 織戶真男                      | 織戶真男                      | 2:02.6     |

### 阿拉伯馬・主要賽事
| 賽事名                                  | 賽事名                                  | 賽事名                                  | 優勝馬 | 性齡 | 騎師     | 練馬師   | 所屬   |
| 月日                                    | 馬場                                    | 距離                                    | 優勝馬 | 性齡 | 馬主     | 馬主     | 時間   |
| --------------------------------------- | --------------------------------------- | --------------------------------------- | ------ | ---- | -------- | -------- | ------ |
| Tama Tsubaki紀念第4回全日本阿拉伯大賞典 | Tama Tsubaki紀念第4回全日本阿拉伯大賞典 | Tama Tsubaki紀念第4回全日本阿拉伯大賞典 | Suigun | 雄4  | 片桐正雪 | 千同武治 | 福山   |
| 6月6日                                  | 福山競馬場                              | 泥1800米                                | Suigun | 雄4  | 村上俊信 | 村上俊信 | 1:58.7 |

### 輓馬・一級賽
| 賽事名           | 賽事名           | 賽事名           | 優勝馬        | 性齡 | 騎師       | 練馬師   | 所屬   |
| 月日             | 馬場             | 距離             | 優勝馬        | 性齡 | 馬主       | 馬主     | 時間   |
| ---------------- | ---------------- | ---------------- | ------------- | ---- | ---------- | -------- | ------ |
| 第26回帶廣紀念   | 第26回帶廣紀念   | 第26回帶廣紀念   | Misaki Super  | 雄7  | 鈴木勝提   | 鈴木邦哉 | 旭川   |
| 1月2日           | 帶廣競馬場       | 輓200米          | Misaki Super  | 雄7  | 三井宏悦   | 三井宏悦 | 2:37.7 |
| 第35回Irene紀念  | 第35回Irene紀念  | 第35回Irene紀念  | Aono Kiseki   | 雄3  | 大河原和雄 | 宮崎正德 | 旭川   |
| 2月15日          | 帶廣競馬場       | 輓200米          | Aono Kiseki   | 雄3  | 青山修     | 青山修   | 2:09.1 |
| 第36回輓馬紀念   | 第36回輓馬紀念   | 第36回輓馬紀念   | Super Pegasus | 雄7  | 岩本利春   | 大友榮人 | 旭川   |
| 2月22日          | 帶廣競馬場       | 輓200米          | Super Pegasus | 雄7  | 大友榮司   | 大友榮司 | 3:07.8 |
| 第35回旭王冠賞   | 第35回旭王冠賞   | 第35回旭王冠賞   | Shin Eikinkai | 雄7  | 西弘美     | 久田守   | 帶廣   |
| 5月30日          | 旭川競馬場       | 輓200米          | Shin Eikinkai | 雄7  | 上口詩子   | 上口詩子 | 2:32.4 |
| 第33回輓馬打吡   | 第33回輓馬打吡   | 第33回輓馬打吡   | Enju Okan     | 雌3  | 鈴木勝提   | 久田守   | 帶廣   |
| 9月19日          | 岩見澤競馬場     | 輓200米          | Enju Okan     | 雌3  | 細野俊秀   | 細野俊秀 | 1:58.1 |
| 第40回岩見澤紀念 | 第40回岩見澤紀念 | 第40回岩見澤紀念 | Anrose        | 雌5  | 藤本匠     | 大友榮人 | 旭川   |
| 9月20日          | 岩見澤競馬場     | 輓200米          | Anrose        | 雌5  | 三井宏悦   | 三井宏悦 | 2:34.7 |
| 第25回北見記念   | 第25回北見記念   | 第25回北見記念   | Anrose        | 雌5  | 藤本匠     | 大友榮人 | 旭川   |
| 11月14日         | 北見競馬場       | 輓200米          | Anrose        | 雌5  | 三井宏悦   | 三井宏悦 | 2:35.3 |

## 馬匹獎項

### JRA賞
- 馬王：荒漠英雄（雄4、美浦・藤澤和雄馬房）
- 最佳2歲雄馬：Meiner Recolte（雄2、美浦、堀井雅廣馬房）
- 最佳2歲雌馬：Shonan Peintre（雌2、美浦・大久保洋吉馬房）
- 最佳3歲雄馬：夏威夷王（雄3、栗東・松田國英馬房）
- 最佳3歲雌馬：隨心起舞（雌3、美浦・藤澤和雄馬房）
- 最屆4歲及以上雄馬：荒漠英雄（雄4、美浦・藤澤和雄馬房）
- 最佳4歲及以上雌馬：Admire Groove（雄4、栗東・橋田滿馬房）
- 最佳短途馬：多旺達（雄5、栗東・坂口正大馬房）
- 最佳泥地馬：尊師重道（雄5、栗東・松田博資馬房）
- 最佳跳欄馬：Blandices（雄7、美浦・藤原辰雄馬房）
- 最佳父內國產馬：密州怨曲（雄3、栗東・角居勝彥馬房）
- 特別賞：大宇宙（雄3、旭川・田部和則馬房）

### NAR大獎
- 馬王：大宇宙（雄3、旭川・田部和則馬房）
- 最佳2歲純種馬：Sea Chariot（雄2、船橋・川島正行馬房）
- 最佳3歲純種馬：三雄判令（雄3、船橋・川島正行馬房）
- 最佳4歲及以上純種馬：Nike a Delight（雄4、船橋・出川龍一馬房）
- 最佳雌馬：Belmont Beach（雌6、川崎・池田孝馬房）
- 最佳短途馬：從缺
- 最佳草地馬：大宇宙（雄3、旭川・田部和則馬房）
- 最佳阿拉伯馬：Kijo Jumbo（雄4、名古屋・井上正馬房）
- 最佳輓馬：Super Pegasus（雄8、旭川・大友榮司馬房）
- 泥地分級賽最佳馬匹：尊師重道（雄5、栗東・松田博資馬房）
- 特別表彰：Nihonkai Laurel（退役馬）

## 人物獎項

### JRA賞
- 冠軍練馬師：藤澤和雄（美浦、60勝）
- 最高勝率練馬師：藤澤和雄（美浦、20.8%勝率）
- 最高獎金練馬師：藤澤和雄（美浦、23億3337萬元6000日圓獎金）
- 優秀技術練馬師：音無秀孝（栗東）
- 冠軍騎師：武豐（栗東・自由身、211勝）
- 關東冠軍騎師：柴田善臣（美浦・自由身、145勝）
- 關西冠軍騎師：武豐（栗東・自由身、211勝）
- 最高勝率騎師：武豐（栗東・自由身、23.1%勝率）
- 最高獎金騎師：武豐（栗東・自由身、44億2916萬5700日圓獎）
- 騎師大賞：武豐（栗東・自由身）
- 冠軍跳欄賽騎師：熊澤重文（栗東・自由身、11勝）
- 冠軍新人騎師：藤岡祐介（栗東・作田誠二馬房、35勝）

### NAR大獎
- 最佳練馬師：川島正行（船橋）
- 最佳騎師：内田博幸（大井・松浦備馬房）
- 優秀新人騎師：山崎誠士（川崎・山崎尋美馬房）
- 優秀女騎師：宮下瞳（名古屋・竹口勝利馬房）
- 最佳運動精神獎：小林俊彥（水澤・小林義明馬房）
- 特別賞：田部和則（旭川）、菅原勲（水澤・佐藤晴記馬房）、内田利雄（宇都宮・室井康雄馬房）、五十嵐冬樹（旭川・川島洋人）

## 退役馬

### 2月
- Mitsuwa Top Lady

### 3月
- Peace of World

### 7月
- 攝政王

### 8月
- Sushi Train
- 新宇宙

### 9月
- 莫名其妙

### 10月
- 夏威夷王

### 11j月
- 飛鷹茶座

## 誕生

### 馬匹
本年誕生的馬匹為2007年經典世代
- 2月7日 - 不眠之夜
- 2月16日 - Fusaichi Ho O
- 2月18日 - Al Nasrain
- 2月19日 - 喜氣滿盈
- 2月23日 - Shonan Talent
- 2月24日 - 夢之旅
- 2月29日 - Don Gracias
- 3月5日 - 真弓快車
- 3月18日 - Piena Venus
- 3月23日 - 淺草皇帝
- 3月28日 - 亞洲之風
- 3月29日 - Million Disk
- 3月31日 - 昭和革新、瀧本柔情
- 4月1日 - 瑪麗莎
- 4月3日 - 永威勝、Nishino Blue Moon
- 4月4日 - 伏特加
- 4月9日 - 美酒皇后、火焰飛龍
- 4月14日 - Apollo Tiara、天涯海角
- 4月15日 - Sun Zeppelin
- 4月18日 - 銀幕英雄、網絡電郵
- 4月24日 - 粉紅瑰寶
- 4月28日 - Robe Decollte
- 5月1日 - Furioso
- 5月3日 - 桂冠戰士
- 5月13日 - 大和赤驥
- 5月17日 - 頭條之星
- 9月29日 - Roc de Cambes

### 人物
- 2月17日 - 土田真翔（騎師）
- 3月9日 - 西塚洸二（騎師）
- 8月17日 - 大江原比呂（騎師）
- 11月8日 - 佐藤翔馬（騎師）
- 11月13日 - 河原田菜菜（騎師）

## 逝世

### 馬匹
- 3月4日 - Magnitude
- 3月6日 - Tabasco Cat
- 3月30日 - Dancing Key
- 4月5日 - 艾尼風神
- 4月7日 - Mejiro Aurola
- 4月30日 - Royal Ski
- 5月15日 - Jade Robbery
- 5月16日 - 目白光明
- 5月26日 - Real Shadai
- 5月30日 - Meiner Brook
- 8月8日 - 原居民
- 8月22日 - Derby Regno
- 10月12日 - Tsurumaru Girl
- 10月16日 - Mogami
- 10月29日 - 愛慕織姬
- 12月3日 - Pitcairn
- 12月6日 - Lindo Pleben
- 12月11日 - 北方風味、Mejiro Phantom
- 日期不明 - Dancehall、Horn、Mostly Halo、Russian Bond、Rinden Passion

### 人物
- 1月18日 - 西山正行（冠名為「ニシノ」及「セイウン」之馬主）[1]
- 2月5日 - 柿元嘉和（騎師）
- 3月21日 - 仲住芳雄 （前練馬師）
- 4月2日 - 竹本貴志（騎師）
- 4月5日 - 毛利喜八（冠名為「モンテ」之馬主）
- 4月23日 - 北野ミヤ（目白牧場負責人）
- 5月4日 - 土門健司（前練馬師）
- 6月26日 - 栗田伸一（前騎師）
- 7月3日 - 內村良英（前日本中央競馬會會長）
- 7月5日 - 古川定石（前日本中央競馬會遺願、作家）
- 8月9日 - 諏訪富三（前練馬師）
- 9月12日 - 松岡正雄 （冠名為「キョウエイ」及「インター」之馬主）